# Championnat d'Angleterre de football 2011-2012
Navigation
Édition précédente Édition suivante
| \| Aston Villa Blackburn Bolton Everton Liverpool Londres Man. City Man. United Newcastle Norwich Stoke City Sunderland Swansea City West Brom Wigan Athletic Wolverhampton \| Localisation des clubs |
| Aston Villa Blackburn Bolton Everton Liverpool Londres Man. City Man. United Newcastle Norwich Stoke City Sunderland Swansea City West Brom Wigan Athletic Wolverhampton                              |

| \| Tottenham Hotspur Arsenal QPR Chelsea Fulham \| Clubs londoniens |
| Tottenham Hotspur Arsenal QPR Chelsea Fulham                        |

La 113e édition du championnat d'Angleterre de football est la vingtième sous l'appellation Premier League. Elle oppose les vingt meilleurs clubs d'Angleterre en une série de trente-huit journées.
Lors de cette saison, Manchester United défend son titre face à 19 autres équipes dont 3 promus de Football League Championship.
Cinq places qualificatives pour les compétitions européennes sont attribuées par le biais du championnat (3 places directes en Ligue des champions 2012-2013, 1 en barrages et 1 en Ligue Europa 2012-2013). Les deux autres places européennes sont celles du vainqueur de la FA Cup 2011-2012 et de la Carling Cup 2011-2012 qui sont qualificatives pour la Ligue Europa. Les 3 derniers du championnat sont relégués en Championship.
C'est finalement le rival local de Manchester United, Manchester City, qui remporte le championnat, 44 ans après le précédent, lors de la dernière journée, avec une victoire acquise dans le temps additionnel grâce à un but de Kun Agüero.

## Équipes

### Participants et localisation
Légende des couleurs
- Phase de groupes de la Ligue des champions 2011-2012
- Tour de barrages de la Ligue des champions 2011-2012
- Tour de barrages de la Ligue Europa 2011-2012
- Troisième tour de qualification de la Ligue Europa 2011-2012
- Promu de Football League Championship

| Club                                 | Dernière montée | Classement 2010-2011 | Entraîneurs                 | Depuis | Stade             | Capacité théorique | Ville          |
| ------------------------------------ | --------------- | -------------------- | --------------------------- | ------ | ----------------- | ------------------ | -------------- |
| Arsenal Football Club                | 1919            | 4                    | Arsène Wenger               | 1996   | Emirates Stadium  | 60 355             | Londres        |
| Aston Villa Football Club            | 1988            | 9                    | Alex McLeish                | 2011   | Villa Park        | 42 640             | Birmingham     |
| Blackburn Rovers Football Club       | 2001            | 15                   | Steve Kean                  | 2010   | Ewood Park        | 31 367             | Blackburn      |
| Bolton Wanderers Football Club       | 2001            | 14                   | Owen Coyle                  | 2007   | Reebok Stadium    | 28 723             | Bolton         |
| Chelsea Football Club                | 1989            | 2                    | Roberto Di Matteo           | 2012   | Stamford Bridge   | 42 055             | Londres        |
| Everton Football Club                | 1954            | 7                    | David Moyes                 | 2002   | Goodison Park     | 40 569             | Liverpool      |
| Fulham Football Club                 | 2001            | 8                    | Martin Jol                  | 2011   | Craven Cottage    | 30 500             | Londres        |
| Liverpool Football Club              | 1962            | 6                    | Kenny Dalglish              | 2011   | Anfield Road      | 45 522             | Liverpool      |
| Manchester City Football Club        | 2002            | 3                    | Roberto Mancini             | 2009   | Etihad Stadium    | 47 726             | Manchester     |
| Manchester United Football Club      | 1975            | 1                    | Alex Ferguson               | 1986   | Old Trafford      | 76 212             | Manchester     |
| Newcastle United Football Club       | 2010            | 12                   | Alan Pardew                 | 2010   | St James' Park    | 52 387             | Newcastle      |
| Norwich City Football Club           | 2011            | 2 (FLC)              | Paul Lambert                | 2009   | Carrow Road       | 27 033             | Norwich        |
| Queens Park Rangers                  | 2011            | 1 (FLC)              | Mark Hughes                 | 2011   | Loftus Road       | 19 100             | Londres        |
| Stoke City                           | 2008            | 13                   | Tony Pulis                  | 2006   | Britannia Stadium | 28 383             | Stoke-on-Trent |
| Sunderland Association Football Club | 2007            | 10                   | Martin O'Neill              | 2011   | Stadium of Light  | 48 707             | Sunderland     |
| Swansea City Football Club           | 2011            | 3 (FLC)              | Brendan Rodgers             | 2010   | Liberty Stadium   | 20 532             | Swansea        |
| Tottenham Hotspur Football Club      | 1978            | 5                    | Harry Redknapp              | 2008   | White Hart Lane   | 36 240             | Londres        |
| West Bromwich Albion                 | 2010            | 11                   | Roy Hodgson                 | 2011   | The Hawthorns     | 26 500             | West Bromwich  |
| Wigan Athletic                       | 2005            | 16                   | Roberto Martínez            | 2009   | DW Stadium        | 25 138             | Wigan          |
| Wolverhampton                        | 2009            | 17                   | Mick McCarthy, Terry Connor | 2012   | Molineux Stadium  | 28 525             | Wolverhampton  |

- Manchester City ayant gagné la FA Cup 2010-2011 mais étant qualifié en Ligue des champions, c'est Stoke City qui est qualifié au Troisième tour de qualification de la Ligue Europa.
- Fulham est qualifié au Troisième tour de qualification de la Ligue Europa grâce au Fair-Play.

### Informations équipes
| Club                | Capitaine          | Équipementier  | Sponsor            |
| ------------------- | ------------------ | -------------- | ------------------ |
| Arsenal             | Thomas Vermaelen   | Nike           | Emirates           |
| Aston Villa         | Stilian Petrov     | Nike           | Genting Casinos    |
| Blackburn Rovers    | Christopher Samba  | Umbro          | Crown Paints       |
| Bolton              | Kevin Davies       | Reebok         | 188BET             |
| Chelsea             | John Terry         | Adidas         | Samsung            |
| Everton             | Philip Neville     | Le coq sportif | Chang Beer         |
| Fulham              | Danny Murphy       | Kappa          | FxPro              |
| Liverpool           | Steven Gerrard     | Adidas         | Standard Chartered |
| Manchester City     | Vincent Kompany    | Umbro          | Etihad Airways     |
| Manchester United   | Nemanja Vidić      | Nike           | Aon                |
| Newcastle United    | Fabricio Coloccini | Puma           | Virgin Money       |
| Norwich City        | Grant Holt         | Erreà          | Aviva              |
| Queens Park Rangers | Joey Barton        | Lotto          | Gulf Air           |
| Stoke City          | Ryan Shawcross     | Adidas         | Britannia          |
| Sunderland          | Lee Cattermole     | Umbro          | Tombola            |
| Swansea City        | Garry Monk         | Adidas         | 32RED              |
| Tottenham           | Ledley King        | Puma           | Autonomy           |
| West Bromwich       | Chris Brunt        | Umbro          | Homeserve          |
| Wigan Athletic      | Gary Caldwell      | MiFit          | 188BET             |
| Wolverhampton       | Roger Johnson      | BURRDA         | Sportingbet        |

## Compétition

### Classement
Le classement est établi sur le barème de points classique (victoire à 3 points, match nul à 1, défaite à 0).
Pour départager les égalités, on tient d'abord compte de la différence de buts générale, puis du nombre de buts marqués, puis des confrontations directes et enfin si la qualification ou la relégation est en jeu, les deux équipes jouent une rencontre d'appui sur terrain neutre.
- Le championnat anglais offre normalement quatre places qualificatives pour la Ligue des champions. Les trois premiers sont qualifiés directement, alors que le quatrième doit passer par un barrage. Néanmoins lors de cette saison, Chelsea remporte la Ligue des champions 2011-2012 et se voit donc qualifié pour l'édition 2012-2013 en tant que tenant du titre, bien qu'il finisse 6e du championnat. Le règlement de l'UEFA interdisant à une association d'avoir, même dans ce cas particulier, plus de quatre clubs inscrits pour la compétition, Tottenham est contraint par les textes de céder sa place et ne peut jouer que la Ligue Europa 2012-2013.

mis à jour le 13 mai 2012
| Rang | Équipe                | Pts | J  | G  | N  | P  | Bp | Bc | Diff |
| ---- | --------------------- | --- | -- | -- | -- | -- | -- | -- | ---- |
| 1    | Manchester City       | 89  | 38 | 28 | 5  | 5  | 93 | 29 | +64  |
| 2    | Manchester United T S | 89  | 38 | 28 | 5  | 5  | 89 | 33 | +56  |
| 3    | Arsenal               | 70  | 38 | 21 | 7  | 10 | 74 | 49 | +25  |
| 4    | Tottenham Hotspur     | 69  | 38 | 20 | 9  | 9  | 66 | 41 | +25  |
| 5    | Newcastle United      | 65  | 38 | 19 | 8  | 11 | 56 | 51 | +5   |
| 6    | Chelsea C C1          | 64  | 38 | 18 | 10 | 10 | 65 | 46 | +19  |
| 7    | Everton               | 56  | 38 | 15 | 11 | 12 | 50 | 40 | +10  |
| 8    | Liverpool L           | 52  | 38 | 14 | 10 | 14 | 47 | 40 | +7   |
| 9    | Fulham                | 52  | 38 | 14 | 10 | 14 | 48 | 51 | -3   |
| 10   | West Bromwich Albion  | 47  | 38 | 13 | 8  | 17 | 45 | 52 | -7   |
| 11   | Swansea City P        | 47  | 38 | 12 | 11 | 15 | 44 | 51 | -7   |
| 12   | Norwich City P        | 47  | 38 | 12 | 11 | 15 | 52 | 66 | -14  |
| 13   | Sunderland            | 45  | 38 | 11 | 12 | 15 | 45 | 46 | -1   |
| 14   | Stoke City            | 45  | 38 | 11 | 12 | 15 | 36 | 53 | -17  |
| 15   | Wigan Athletic        | 43  | 38 | 11 | 10 | 17 | 42 | 62 | -20  |
| 16   | Aston Villa           | 38  | 38 | 7  | 17 | 14 | 37 | 53 | -16  |
| 17   | Queens Park Rangers P | 37  | 38 | 10 | 7  | 21 | 43 | 66 | -23  |
| 18   | Bolton Wanderers      | 36  | 38 | 10 | 6  | 22 | 46 | 77 | -31  |
| 19   | Blackburn Rovers      | 31  | 38 | 8  | 7  | 23 | 48 | 78 | -30  |
| 20   | Wolverhampton         | 25  | 38 | 5  | 10 | 23 | 40 | 82 | -42  |

Qualifications européennes
- Ligue des champions 2012-2013

- 1er, 2e, 3e et C1 : phase de groupes

- Ligue Europa 2012-2013

- 4e  : phase de groupes
- 5e : tour de barrages
- L : 3e tour de qualification

Relégation
- 18e, 19e et 20e : relégation en Championship 2012-2013

Abréviations
T : Tenant du titre

C : Vainqueur de la FA Cup 2011-2012

L : Vainqueur de la Carling Cup 2011-2012

S : Vainqueur du Community Shield 2011

C1 : Vainqueur de la Ligue des champions de l'UEFA 2011-2012

P : Promus de Championship

### Matchs
| Résultats (▼dom., ►ext.)                                   | ARS | ASVI | BLR | BOL | CHE | EVE | FUL | LIV | MCI | MUFC | NEW | NOR | QPR | STO | SUN | SWA | TOT | WBA | WIG | WOL |
| Arsenal                                                    |     | 3-0  | 7-1 | 3-0 | 0-0 | 1-0 | 1-1 | 0-2 | 1-0 | 1-2  | 2-1 | 3-3 | 1-0 | 3-1 | 2-1 | 1-0 | 5-2 | 3-0 | 1-2 | 1-1 |
| Aston Villa                                                | 1-2 |      | 3-1 | 1-2 | 2-4 | 1-1 | 1-0 | 0-2 | 0-1 | 0-1  | 1-1 | 3-2 | 2-2 | 1-1 | 0-0 | 0-2 | 1-1 | 1-2 | 2-0 | 0-0 |
| Blackburn Rovers                                           | 4-3 | 1-1  |     | 1-2 | 0-1 | 0-1 | 3-1 | 2-3 | 0-4 | 0-2  | 0-2 | 2-0 | 3-2 | 1-2 | 2-0 | 4-2 | 1-2 | 1-2 | 0-1 | 1-2 |
| Bolton                                                     | 0-0 | 1-2  | 2-1 |     | 1-5 | 0-2 | 0-3 | 3-1 | 2-3 | 0-5  | 0-2 | 1-2 | 2-1 | 5-0 | 0-2 | 1-1 | 1-4 | 2-2 | 1-2 | 1-1 |
| Chelsea                                                    | 3-5 | 1-3  | 2-1 | 3-0 |     | 3-1 | 1-1 | 1-2 | 2-1 | 3-3  | 0-2 | 3-1 | 6-1 | 1-0 | 1-0 | 4-1 | 0-0 | 2-1 | 2-1 | 3-0 |
| Everton                                                    | 0-1 | 2-2  | 1-1 | 1-2 | 2-0 |     | 4-0 | 0-2 | 1-0 | 0-1  | 3-1 | 1-1 | 0-1 | 0-1 | 4-0 | 1-0 | 1-0 | 2-0 | 3-1 | 2-1 |
| Fulham                                                     | 2-1 | 0-0  | 1-1 | 2-0 | 1-1 | 1-3 |     | 1-0 | 2-2 | 0-5  | 5-2 | 2-1 | 6-0 | 2-1 | 2-1 | 0-3 | 1-3 | 1-1 | 2-1 | 5-0 |
| Liverpool                                                  | 1-2 | 1-1  | 1-1 | 3-1 | 4-1 | 3-0 | 0-1 |     | 1-1 | 1-1  | 3-1 | 1-1 | 1-0 | 0-0 | 1-1 | 0-0 | 0-0 | 0-1 | 1-2 | 2-1 |
| Manchester City                                            | 1-0 | 4-1  | 3-0 | 2-0 | 2-1 | 2-0 | 3-0 | 3-0 |     | 1-0  | 3-1 | 5-1 | 3-2 | 3-0 | 3-3 | 4-0 | 3-2 | 4-0 | 3-0 | 3-1 |
| Manchester United                                          | 8-2 | 4-0  | 2-3 | 3-0 | 3-1 | 4-4 | 1-0 | 2-1 | 1-6 |      | 1-1 | 2-0 | 2-0 | 2-0 | 1-0 | 2-0 | 3-0 | 2-0 | 5-0 | 4-1 |
| Newcastle United                                           | 0-0 | 2-1  | 3-1 | 2-0 | 0-3 | 2-1 | 2-1 | 2-0 | 0-2 | 3-0  |     | 1-0 | 1-0 | 3-0 | 1-1 | 0-0 | 2-2 | 2-3 | 1-0 | 2-2 |
| Norwich City                                               | 1-2 | 2-0  | 3-3 | 2-0 | 0-0 | 2-2 | 1-1 | 0-3 | 1-6 | 1-2  | 4-2 |     | 2-1 | 1-1 | 2-1 | 3-1 | 0-2 | 0-1 | 1-1 | 2-1 |
| Queens Park Rangers                                        | 2-1 | 1-1  | 1-1 | 0-4 | 1-0 | 1-1 | 0-1 | 3-2 | 2-3 | 0-2  | 0-0 | 1-2 |     | 1-0 | 2-3 | 3-0 | 1-0 | 1-1 | 3-1 | 1-2 |
| Stoke City                                                 | 1-1 | 0-0  | 3-1 | 2-2 | 0-0 | 1-1 | 2-0 | 1-0 | 1-1 | 1-1  | 1-3 | 1-0 | 2-3 |     | 0-1 | 2-0 | 2-1 | 1-2 | 2-2 | 2-1 |
| Sunderland                                                 | 1-2 | 2-2  | 2-1 | 2-2 | 1-2 | 1-1 | 0-0 | 1-0 | 1-0 | 0-1  | 0-1 | 3-0 | 3-1 | 4-0 |     | 2-0 | 0-0 | 2-2 | 1-2 | 0-0 |
| Swansea City                                               | 3-2 | 0-0  | 3-0 | 3-1 | 1-1 | 0-2 | 2-0 | 1-0 | 1-0 | 0-1  | 0-2 | 2-3 | 1-1 | 2-0 | 0-0 |     | 1-1 | 3-0 | 0-0 | 4-4 |
| Tottenham                                                  | 2-1 | 2-0  | 2-0 | 3-0 | 1-1 | 2-0 | 2-0 | 4-0 | 1-5 | 1-3  | 5-0 | 1-2 | 3-1 | 1-1 | 1-0 | 3-1 |     | 1-0 | 3-1 | 1-1 |
| West Bromwich                                              | 2-3 | 0-0  | 3-0 | 2-1 | 1-0 | 0-1 | 0-0 | 0-2 | 0-0 | 1-2  | 1-3 | 1-2 | 1-0 | 0-1 | 4-0 | 1-2 | 1-3 |     | 1-2 | 2-0 |
| Wigan Athletic                                             | 0-4 | 0-0  | 3-3 | 1-3 | 1-1 | 1-1 | 0-2 | 0-0 | 0-1 | 1-0  | 4-0 | 1-1 | 2-0 | 2-0 | 1-4 | 0-2 | 1-2 | 1-1 |     | 3-2 |
| Wolverhampton                                              | 0-3 | 2-3  | 0-2 | 2-3 | 1-2 | 0-0 | 2-0 | 0-3 | 0-2 | 0-5  | 1-2 | 2-2 | 0-3 | 1-2 | 2-1 | 2-2 | 0-2 | 1-5 | 3-1 |     |
| - Victoire à domicile - Match nul - Victoire à l'extérieur |     |      |     |     |     |     |     |     |     |      |     |     |     |     |     |     |     |     |     |     |

#### Domicile et extérieur
| Rang | Équipe                | Pts | J  | G  | N | P  | Bp | Bc | Diff |
| ---- | --------------------- | --- | -- | -- | - | -- | -- | -- | ---- |
| 1    | Manchester City       | 55  | 19 | 18 | 1 | 0  | 55 | 12 | +43  |
| 2    | Manchester United T   | 47  | 19 | 15 | 2 | 2  | 52 | 19 | +33  |
| 3    | Tottenham             | 42  | 19 | 13 | 3 | 3  | 39 | 17 | +22  |
| 4    | Arsenal               | 40  | 19 | 12 | 4 | 3  | 36 | 17 | +19  |
| 5    | Chelsea               | 39  | 19 | 12 | 3 | 4  | 41 | 24 | +17  |
| 6    | Newcastle United      | 38  | 19 | 11 | 5 | 3  | 29 | 17 | +12  |
| 7    | Fulham                | 35  | 19 | 10 | 5 | 4  | 36 | 26 | +10  |
| 8    | Everton               | 33  | 19 | 10 | 3 | 6  | 28 | 15 | +13  |
| 9    | Swansea City P        | 31  | 19 | 8  | 7 | 4  | 27 | 18 | +9   |
| 10   | Stoke City            | 29  | 19 | 7  | 8 | 4  | 25 | 20 | +5   |
| 11   | Sunderland            | 28  | 19 | 7  | 7 | 5  | 26 | 17 | +9   |
| 12   | Liverpool FC          | 27  | 19 | 6  | 9 | 4  | 24 | 16 | +8   |
| 13   | Norwich City P        | 27  | 19 | 7  | 6 | 6  | 28 | 30 | -2   |
| 14   | Queens Park Rangers P | 26  | 19 | 7  | 5 | 7  | 24 | 25 | -1   |
| 15   | Wigan Athletic        | 22  | 19 | 5  | 7 | 7  | 22 | 27 | -5   |
| 16   | West Bromwich         | 21  | 19 | 6  | 3 | 10 | 21 | 22 | -1   |
| 17   | Aston Villa           | 19  | 19 | 4  | 7 | 8  | 20 | 25 | -5   |
| 18   | Blackburn Rovers      | 19  | 19 | 6  | 1 | 12 | 26 | 33 | -7   |
| 19   | Bolton                | 16  | 19 | 4  | 4 | 11 | 23 | 39 | -16  |
| 20   | Wolverhampton         | 12  | 19 | 3  | 3 | 12 | 19 | 43 | -24  |

| Rang | Équipe                | Pts | J  | G  | N  | P  | Bp | Bc | Diff |
| ---- | --------------------- | --- | -- | -- | -- | -- | -- | -- | ---- |
| 1    | Manchester United T   | 42  | 19 | 13 | 3  | 3  | 37 | 14 | +23  |
| 2    | Manchester City       | 34  | 19 | 10 | 4  | 5  | 38 | 17 | +21  |
| 3    | Arsenal               | 30  | 19 | 9  | 3  | 7  | 35 | 32 | +3   |
| 4    | Tottenham             | 27  | 19 | 7  | 6  | 6  | 27 | 24 | +3   |
| 5    | Newcastle United      | 27  | 19 | 8  | 3  | 8  | 27 | 32 | -5   |
| 6    | West Bromwich         | 26  | 19 | 7  | 5  | 7  | 24 | 30 | -6   |
| 7    | Chelsea               | 25  | 19 | 6  | 7  | 6  | 24 | 19 | +5   |
| 8    | Liverpool FC          | 25  | 19 | 8  | 1  | 10 | 23 | 24 | -1   |
| 9    | Everton               | 23  | 19 | 5  | 8  | 6  | 19 | 22 | -3   |
| 10   | Wigan Athletic        | 21  | 19 | 6  | 3  | 10 | 20 | 35 | -15  |
| 11   | Norwich City P        | 20  | 19 | 5  | 5  | 9  | 24 | 36 | -12  |
| 12   | Bolton                | 20  | 19 | 6  | 2  | 11 | 21 | 37 | -16  |
| 13   | Aston Villa           | 19  | 19 | 3  | 10 | 6  | 17 | 30 | -13  |
| 14   | Sunderland            | 17  | 19 | 4  | 5  | 10 | 19 | 29 | -10  |
| 15   | Fulham                | 17  | 19 | 4  | 5  | 10 | 12 | 25 | -13  |
| 16   | Swansea City P        | 16  | 19 | 4  | 4  | 11 | 17 | 33 | -16  |
| 17   | Stoke City            | 16  | 19 | 4  | 4  | 11 | 11 | 33 | -22  |
| 18   | Wolverhampton         | 13  | 19 | 2  | 7  | 10 | 21 | 39 | -18  |
| 19   | Blackburn Rovers      | 12  | 19 | 2  | 6  | 11 | 22 | 45 | -23  |
| 20   | Queens Park Rangers P | 11  | 19 | 3  | 2  | 14 | 15 | 41 | -26  |

## Statistiques individuelles

### Bilan de la saison
- Premier but de la saison : Luis Suarez   12e pour Liverpool contre Sunderland (1-1), le 13 août 2011.
- Dernier but de la saison : Sergio Agüero   90+4e pour Manchester City contre Queens Park Rangers (3-2), le 13 mai 2012.
- Premier but contre son camp : Daniel Gabbidon   67e pour les Queens Park Rangers en faveur des Bolton Wanderers (0-4), le 13 août 2011.
- Premier penalty : Ben Watson   21e (pen.) pour le Wigan Athletic contre Norwich City (1-1), le 13 août 2011.
- Premier doublé : Franco Di Santo   41e   66e pour le Wigan Athletic contre les Queens Park Rangers (2-0), le 27 août 2011.
- Premier triplé et premier quadruplé : Edin Džeko   34e   41e   55e   90+2e pour Manchester City contre Tottenham (5-1), le 28 août 2011.
- But le plus rapide d'une rencontre : Andrea Orlandi   1re (24 secondes) pour Swansea City contre Wolverhampton (4-4), le 28 avril 2012.
- But le plus tardif d'une rencontre : Juan Manuel Mata   90+10e pour Chelsea contre Norwich City (3-1), le 27 août 2011
- Plus grande marge : 6 buts
  - Manchester United 8-2 Arsenal, le 28 août 2011.
  - Fulham 6-0 Queens Park Rangers, le 2 octobre 2011
  - Arsenal 7-1 Blackburn Rovers, le 4 février 2012
- Plus grand nombre de buts dans une rencontre : 10 buts
  - Manchester United 8-2 Arsenal, le 28 août 2011.
- Plus grand nombre de buts en une mi-temps : 6 buts
  - La 2e mi-temps :
    - Manchester United 8-2 (3-1) Arsenal, le 28 août 2011.
    - Manchester United 1-6 (0-1) Manchester City, le 23 octobre 2011.

### Classement des buteurs
| Rang | Joueur            | Club                | Buts | Pénalties |
| ---- | ----------------- | ------------------- | ---- | --------- |
| 1    | Robin van Persie  | Arsenal FC          | 30   | 2         |
| 2    | Wayne Rooney      | Manchester United   | 27   | 6         |
| 3    | Sergio Agüero     | Manchester City     | 23   | 3         |
| 4    | Clint Dempsey     | Fulham              | 17   | 0         |
| 4    | Yakubu Ayegbeni   | Blackburn Rovers FC | 17   | 4         |
| 4    | Emmanuel Adebayor | Tottenham Hotspur   | 17   | 3         |

### Classement des passeurs
| Rang | Joueur             | Club              | Passes |
| ---- | ------------------ | ----------------- | ------ |
| 1    | David Silva        | Manchester City   | 15     |
| 2    | Antonio Valencia   | Manchester United | 13     |
| 2    | Juan Mata          | Chelsea           | 13     |
| 4    | Emmanuel Adebayor  | Tottenham Hotspur | 11     |
| 4    | Alex Song          | Arsenal FC        | 11     |
| 6    | Nani               | Manchester United | 10     |
| 6    | Gareth Bale        | Tottenham Hotspur | 10     |
| 8    | Samir Nasri        | Manchester City   | 9      |
| 8    | Stéphane Sessègnon | Sunderland FC     | 9      |
| 8    | Robin van Persie   | Arsenal FC        | 9      |

### Récompenses mensuelles
| Mois      | Manager du mois   | Manager du mois                      | Joueur du mois   | Joueur du mois                     |
| Mois      | Manager           | Club                                 | Joueur           | Club                               |
| --------- | ----------------- | ------------------------------------ | ---------------- | ---------------------------------- |
| Août      | Sir Alex Ferguson | Manchester United Football Club      | Edin Džeko       | Manchester City Football Club      |
| Septembre | Harry Redknapp    | Tottenham Hotspur Football Club      | David Silva      | Manchester City Football Club      |
| Octobre   | Roberto Mancini   | Manchester City Football Club        | Robin van Persie | Arsenal Football Club              |
| Novembre  | Harry Redknapp    | Tottenham Hotspur Football Club      | Scott Parker     | Tottenham Hotspur Football Club    |
| Décembre  | Martin O'Neill    | Sunderland Association Football Club | Demba Ba         | Newcastle United Football Club     |
| Janvier   | Brendan Rodgers   | Swansea City Football Club           | Gareth Bale      | Tottenham Hotspur Football Club    |
| Février   | Arsène Wenger     | Arsenal Football Club                | Peter Odemwingie | West Bromwich Albion Football Club |
| Mars      | Owen Coyle        | Bolton Wanderers Football Club       | Gylfi Sigurðsson | Swansea City Football Club         |
| Avril     | Roberto Martínez  | Wigan Athletic Football Club         | Nikica Jelavić   | Everton Football Club              |

### Récompenses de la saison
- Joueur de la saison :
 Vincent Kompany (Manchester City Football Club)
- Jeune joueur de la saison :
 Kyle Walker (Tottenham Hotspur Football Club)
- Meilleur buteur de la saison :
 Robin van Persie (Arsenal Football Club) - 30 buts
- Meilleur passeur de la saison :
 David Silva (Manchester City Football Club) - 15 passes
- Équipe la plus fair play :
  Swansea City Football Club

#### Équipe-type
| \| Hart Walker Kompany Coloccini Baines Silva Touré Parker Bale Van Persie Rooney \| L'équipe type de la saison. |
| Hart Walker Kompany Coloccini Baines Silva Touré Parker Bale Van Persie Rooney                                   |

Gardien :
 Joe Hart (Manchester City Football Club)

Défenseurs :
 Kyle Walker (Tottenham Hotspur Football Club)
 Vincent Kompany (Manchester City Football Club)
 Fabricio Coloccini (Newcastle United Football Club)
 Leighton Baines (Everton Football Club)

Milieux de terrain :
 David Silva (Manchester City Football Club)
 Yaya Touré (Manchester City Football Club)
 Scott Parker (Tottenham Hotspur Football Club)
 Gareth Bale (Tottenham Hotspur Football Club)

Attaquants :
 Robin van Persie (Arsenal Football Club)
 Wayne Rooney (Manchester United Football Club)